# 西川友紀子
西川 友紀子（にしかわ ゆきこ）は、福岡のフリーアナウンサー、タレント、ラジオパーソナリティ、イベントMC、ブライダル司会、シンポジウムコーディネーター、キレイレシピ料理教室講師　その他　各種講師を務める。「食」に関する資格を生かし、「食、健康、美」の情報発信をしている。
産休中にジュニア野菜ソムリエの資格を取得し、ベジフルビューティーセルフアドバイザー、ジュニアオリーブオイルソムリエの資格取得。（株）アンドユキ代表
2014年にand yuki （アンドユキ）を設立。
大人の食を変えなければ、子供の食は変わらない、守れないという想いから、「食」に関する活動に力を注ぐ。食卓を預かる大人に知ってもらう、興味を持ってもらえるよう、「食」に関するスペシャリストとコラボし、食に関する様々な発信をし続けている。野菜ソムリエ、タレント限定のお喋りスキルアップセミナーも主催。
夫は、めんたいワイドで共演していた福岡竜馬。

## and yuki （アンドユキ）の業務内容
料理教室講師紹介
料理教室企画・運営
料理研究家紹介（講演会講師etc）
商品開発、レシピ開発、料理コーディネイト。
テレビ、ラジオ、雑誌などへのタレント活動。
その他、「食」に関する業務全般。

## 経歴

### FBS福岡放送
- めんたいワイド（月 - 木） キャスター＆リポーター（平成16年 - 18年）
- めんたい増刊号
- ナイトシャッフルリポーター
- 夢空間スポーツリポーター
- 朝ドキッ九州4:55 芸能情報コーナー担当
- 24時間テレビ
- わっしょい百万夏祭りリポーター
- 九州まるごと生情報リポーター
- 日本テレビニュースプラス1
- 山笠「追い山ならし」MC
- 特番「らーめん大作戦」MC
- 特番「らーめん総選挙」リポーター
- 特番「感謝祭」8時30分リポーター
- 特番「感謝祭」4時30分リポーター
- なっとく保険ライフ

### TNCテレビ西日本
- 「タマリバ」リポーター

### KBC九州朝日放送
- アグリ情報TVくおーかリポーター
- 中島浩二アワーザ3P ラジオパーソナリティー

### RKB毎日放送
- ピッカーズ倶楽部リポーター

### STS佐賀テレビ
- 企業最前線リポーター
- 専門学校TVマガジンリポーター
- J：COM	「まちトク」MC

## CM・インフォマーシャル
- キューサイ（コラリッチ）
- サッポロビール「ドラフトワン」
- タマホーム
- 日産プリンス
- 味の素（たべんね中華）
- 梅の花（豆腐しゅうまい）
- 健康家族（にんにく卵黄）

## イベントMC
- ユニバーシアード福岡大会
- 九州ビジネスショー
- シンガポール誘致キャンペーン
- 郵便貯金ふれあい寄席
- ブライダルショー・ファッションショー（約500件）
- ディナーショー（約150件）